# Jan XIII Glykys
Jan XIII Glykys albo Glykas, gr.  Ιωάννης ΙΓ΄ Γλυκύς, Jōannes XIII Glykys (ur. ok. 1250) – patriarcha Konstantynopola od  11  maja  1315 do 1320 r..

## Życiorys
Jan urodził się około 1250 r. Studiował retorykę i gramatykę. Był nauczycielem Nicefora Gregorasa. Zanim został patriarchą był człowiekiem świeckim, wyższym urzędnikiem na dworze cesarskim. Pełnił, między innymi, funkcję logotety dromu. Miał żonę i dzieci, które pozostawił w chwili wyboru na stolicę patriarszą. W 1315 r. z woli cesarza Andronika II Paleologa został wybrany patriarchą. Z powodu choroby po pięciu latach zrzekł się urzędu i schronił się w klasztorze Kyriotissa.
Jan Glykys jest autorem traktatu O składni (Peri orthotetos syntakseos, wydanego przez A. Jahniusa pod tytułem: Joannis Glycae ... opus de vera syntaxeos ratione, Berlin 1849), w którym omówił powstanie i  rozwój języka oraz niektóre kwestie szczegółowe, jak na przykład: zastosowanie przypadków, konstrukcja imiesłowów, barbaryzmy. Przypisuje mu się również autorstwo tak zwanego homiliarza patriarchalnego. Prawdopodobnie Jan Glykys jedynie zatwierdził do użytku liturgicznego dzieło napisane wcześniej przez Jana Ksyfilina.